# Smita indica
Smita indica är en insektsart som beskrevs av Irena Dworakowska 1993. Smita indica ingår i släktet Smita och familjen dvärgstritar. Inga underarter finns listade i Catalogue of Life.